# Lene Løseth
Lene Løseth (* 26. November 1986 in Ålesund) ist eine ehemalige norwegische Skirennläuferin. Sie startete in den Disziplinen Riesenslalom und Slalom und war bis 2011 Mitglied der norwegischen Skinationalmannschaft. Ihre jüngeren Schwestern Nina und Mona waren ebenfalls Skirennläufer.

## Karriere
Im November 2001 bestritt Løseth ihre ersten FIS-Rennen, Einsätze im Europacup folgten ab November 2002. Erste Erfolge feierte sie 2003, als sie bei den Juniorenweltmeisterschaften die Silbermedaille im Riesenslalom und beim Europäischen Olympischen Winter-Jugendfestival in Bled die Goldmedaille im Slalom gewann. Am 12. Dezember 2004 kam sie beim Slalom in Zauchensee erstmals im Weltcup zum Einsatz. Ihre ersten Weltcuppunkte erreichte sie im Januar 2006 mit Platz 27 beim Slalom in Zagreb.
Im Laufe der Jahre konnte sich Løseth im Weltcup nicht etablieren. In den meisten Rennen qualifizierte sie sich nicht für den zweiten Durchgang. Ihre besten Resultate sind zwei 20. Plätze, die sie in der Saison 2008/09 bei den Slaloms am Semmering und in Garmisch-Partenkirchen erreichte. Erfolgreicher war sie im Europacup, wo sie am 26. November 2008 beim Riesenslalom in Trysil ihren ersten Sieg feierte und zu Saisonende Platz zwei in der Disziplinenwertung belegte. In der Saison 2009/10 gewann sie mit ihrem zweiten Sieg in Crans-Montana und weiteren drei Podestplätzen die Riesenslalomwertung. Bei norwegischen Meisterschaften gewann sie von 2005 bis 2008 insgesamt fünf Titel.
Lene Løseth startete 2007 bei den Weltmeisterschaften in Åre. Sie wurde dabei 23. im Slalom und 38. im Riesenslalom. Bei den Weltmeisterschaften 2009 in Val-d’Isère erreichte sie im Riesenslalom den 19. Platz. Nachdem sie in der Saison 2010/2011 ohne Weltcuppunkte geblieben war, gab Løseth im Februar 2011 ihren Rücktritt vom Skirennsport bekannt.

## Erfolge

### Weltmeisterschaften
- Åre 2007: 23. Slalom, 38. Riesenslalom
- Val-d’Isère 2009: 19. Riesenslalom

### Juniorenweltmeisterschaften
- Briançonnais 2003: 2. Riesenslalom, 23. Super-G
- Maribor 2004: 13. Slalom, 43. Super-G, 63. Abfahrt
- Bardonecchia 2005: 32. Riesenslalom, 60. Super-G

### Weltcup
- Zwei Platzierungen unter den besten 20

### Europacup
- Saison 2004/05: 10. Slalomwertung
- Saison 2008/09: 7. Gesamtwertung, 2. Riesenslalomwertung
- Saison 2009/10: 7. Gesamtwertung, 1. Riesenslalomwertung
- 7 Podestplätze, davon 2 Siege:

| Datum             | Ort           | Land     | Disziplin    |
| ----------------- | ------------- | -------- | ------------ |
| 26. November 2008 | Trysil        | Norwegen | Riesenslalom |
| 25. Januar 2010   | Crans-Montana | Schweiz  | Riesenslalom |

### Weitere Erfolge
- Fünffache norwegische Meisterin:
  - 2× Slalom: 2005, 2008
  - 2× Riesenslalom: 2007, 2008
  - 1× Super-Kombination: 2008
- Gold im Slalom beim Europäischen Olympischen Winter-Jugendfestival 2003
- 19 Siege in FIS-Rennen